# Izvoarele, Prahova
Izvoarele là một xã thuộc hạt Prahova, România. Dân số thời điểm năm 2002 là 6949 người.